# Stade Auto Lyon
 (août 2025).
Si vous disposez d'ouvrages ou d'articles de référence ou si vous connaissez des sites web de qualité traitant du thème abordé ici, merci de compléter l'article en donnant les références utiles à sa vérifiabilité et en les liant à la section « Notes et références ».
 (août 2025).
Le Stade Auto Lyonnais est un club de basket-ball français basé à Lyon, aujourd'hui disparu.

## Histoire
L'année 1916 marque la création par le fondateur des automobiles Berliet, Marius Berliet, de l'Union Sportive Berliet pour que les ouvriers de l'entreprise puissent pratiquer une activité sportive. Plusieurs sections y sont ouvertes : basket-ball, rugby, football, etc.
Pendant la guerre le club s'éteint et, en 1944, est créé le Stade Berliet. L'année suivante le nouveau nom est adopté définitivement, ce sera le Stade Auto lyonnais.
Le SAL fut le premier club omnisports de la région lyonnaise de 1949 à 1970.
Le club de basket-ball a appartenu pendant neuf saisons à l'élite du championnat de France, pour un bilan de 82 victoires, 4 matchs nuls et 72 défaites en 158 matchs.
Le club gagne la coupe de France en 1961 face au PUC et termine deuxième du championnat en 1960, 1961 et 1968.

## Palmarès
- Vainqueur de la Coupe de France : 1961
- Vice-champion de France : 1960, 1961 et 1968
- Champion de Deuxième division : 1957

## Entraîneurs successifs
- ? - Bruno Cavellini-  André Buffière

- Jacques Cachemire
- Bernard Fatien
- Pierre Galle
- Bernard Lamarque
- Gérard Lespinasse
- Robert Monclar
- Christian Petit
- Lucien Sedat
- Maurice Buffière
- Michel Housse
- Jacques Caballé
- Georges Burdy
- Jacky Lamothe
- Georges Hurtel

- Gilles Viot